# Seven Brides for Seven Brothers
Seven Brides for Seven Brothers ist eine 22-teilige US-amerikanische Fernsehserie. Die Erstausstrahlung erfolgte am 19. September 1982 auf CBS in den Vereinigten Staaten.

## Handlung
Die frisch verheiratete Hannah Moss reist mit ihrem Ehemann Adam McFadden nach Nordkalifornien zu dessen Farm. Dort leben auch seine sechs Brüder. Diese haben alle mit ihren eigenen Schwierigkeiten zu kämpfen: dem Heranwachsen, der Liebe, Geldsorgen und vielen mehr. Außerdem muss sich die kleine Farm gegen die größeren Betriebe durchsetzen, die viel schneller und mit geringerem Zeitaufwand produzieren. Daneben konkurrieren die Brüder miteinander. Doch Hannah ist in solchen Situationen schnell zur Stelle und hilft den Brüdern besser miteinander umzugehen.

## Besetzung
- Richard Dean Anderson: Adam McFadden
- Roger Wilson: Daniel McFadden
- Peter Horton: Crane McFadden
- Drake Hogestyn: Brian McFadden
- Bryan Utman: Ford McFadden
- Tim Topper: Evan McFadden
- River Phoenix: Guthrie McFadden
- Terri Treas: Hannah McFadden
- Pam Newman: Jackie

## Hintergrund
Seven Brides for Seven Brothers basiert lose auf dem Musical Film Eine Braut für sieben Brüder. Die bekanntesten Darsteller sind Richard Dean Anderson, Peter Horton und River Phoenix. In der Serie wird gesungen und getanzt. Pro Episode wird eine Musical Nummer gezeigt. Diese wurde von Jimmy Webb geschrieben. Nach einer Staffel wurde die Serie abgesetzt. Für Richard Dean Anderson war Seven Brides for Seven Brothers die erste Serie, die in der Prime Time gesendet wurde. Für den damals 12-jährigen River Phoenix war die Serie der Durchbruch im Showgeschäft. Sein damals 8-jähriger Bruder Joaquin Phoenix hatte mit einer Gastrolle seinen allerersten Fernsehauftritt.

## Episoden
| Nummer | Titel                    | Erstausstrahlung   |
| ------ | ------------------------ | ------------------ |
| 1      | Pilot                    | 19. September 1982 |
| 2      | The Man in the White Hat | 22. September 1982 |
| 3      | Challenges               | 29. September 1982 |
| 4      | I Love You Molly McGraw  | 6. Oktober 1982    |
| 5      | Gold Fever               | 13. Oktober 1982   |
| 6      | Daniel´s Song            | 20. Oktober 1982   |
| 7      | A House Divided          | 27. Oktober 1982   |
| 8      | Rodeo                    | 3. November 1982   |
| 9      | Catch a Falling Star     | 10. November 1982  |
| 10     | The Election             | 24. November 1982  |
| 11     | Neighbors                | 8. Dezember 1982   |
| 12     | Dreams                   | 15. Dezember 1982  |
| 13     | Christmas Song           | 22. Dezember 1982  |
| 14     | Heritage                 | 29. Dezember 1982  |
| 15     | Promised Land            | 5. Januar 1983     |
| 16     | The Killer               | 12. Januar 1983    |
| 17     | Deadly High              | 26. Januar 1983    |
| 18     | The Rescue               | 9. Februar 1983    |
| 19     | Winter Roses             | 16. Februar 1983   |
| 20     | Winner                   | 2. März 1983       |
| 21     | A Ring for Hannah        | 9. März 1983       |
| 22     | Dreams                   | 23. März 1983      |

## Auszeichnungen und Nominierungen

### Auszeichnungen
Young Artist Award
- 1984: Best Young Actor in a Drama Series (River Phoenix)[9]

### Nominierungen
Primetime Emmy Award
- 1983: Outstanding Art Direction for a Series (Hub Braden, Donald J. Remacle, für die Episode „The Rescue“)[10]

Young Artist Award
- 1983: Best New Family Television Series
- 1983: Best Young Actor in a New Television Series (River Phoenix)[11]